# Каркаралінськ
Каркаралі́нськ (каз. Қарқаралы) — місто, центр Каркаралінського району Карагандинської області Казахстану. Адміністративний центр та єдиний населений пункт Каркаралінської міської адміністрації.
Населення — 9252 особи (2021; 9212 у 2009, 8773 у 1999, 11224 у 1989).
Місто засноване 1824 року як фортеця, стає центром Зовнішнього Каркаралінського округу Омської області. 1827 фортецю перетворено у козацьку станицю. У 1849 та 1850 роках сюди були переселені українські козаки. 1854 року місто стало центром Каркаралінського округу Області Сибірських Киргизів. 1868 року місто стає окружним, а з 1869 року — повітовим центром Семипалатинської області. У періоди 1928-1930 та 1934-1936 років — центр Каркаралинського округу, у період 1930—1934 років та з 1936 року — центром Каркаралинського району.
У місті народився перший казахський космонавт Токтар Аубакіров.